# PHP Fusion
PHP Fusion est un système de gestion de contenu open source (gratuit) disposant d'une grande modularité et de fonctions avancées.
Sa simplicité permet au webmestre d'inventer ses propres fonctions.